# Kwiatonowice
Kwiatonowice est une localité polonaise de la gmina et du powiat de Gorlice en voïvodie de Petite-Pologne.